# Juno (canção)
"Juno" é uma canção da cantora norte-americana Sabrina Carpenter de seu sexto álbum de estúdio, Short n' Sweet (2024). Carpenter a escreveu com a compositora Amy Allen e seu produtor, John Ryan. Originalmente, a canção esteve disponível como a décima faixa do álbum em 23 de agosto de 2024, quando o álbum foi lançado pela Island Records. A gravadora enviou a faixa para rádios neozelandezas em 13 de dezembro de 2024, servindo como o quinto single do álbum. É uma canção pop com influências da disco music dos anos 80, com uma letra sobre a intensa atração que Carpenter sente por um homem, fazendo-a desejar engravidar dele.
No geral, a crítica musical avaliou positivamente "Juno" e elogiou sua produção. Sua letra, de forte carga sexual, gerou opiniões diversas: alguns a consideraram uma das canções "mais provocantes" de Carpenter, enquanto outros a acharam desconfortável. A canção alcançou o top 20 na Austrália, Irlanda, Nova Zelândia e Singapura, além de entrar nas paradas de outros países. Carpenter a incluiu no repertório de sua turnê de 2024-2025, Short n' Sweet Tour, na qual brinca com diferentes posições sexuais enquanto a interpreta em cada show.

## Antecedentes
Em janeiro de 2021, Carpenter assinou um contrato com a Island Records. Ela anunciou que estava trabalhando em seu sexto álbum de estúdio em março de 2024, explorando novos gêneros e esperando que marcasse um novo capítulo em sua vida. Como antecipação de sua apresentação no Coachella 2024, Carpenter anunciou que, em 11 de abril de 2024, lançaria um single intitulado "Espresso". A canção foi um sucesso inesperado, tornando-se seu primeiro single número um na parada Billboard Global 200 e sua primeira música a entrar no top 10 da Billboard Hot 100. "Espresso" foi seguida por "Please Please Please" (2024), que alcançou o primeiro lugar na Billboard Hot 100.
Antes do anúncio oficial, começaram a surgir outdoors em Nova York com tweets sobre a altura de Carpenter. Em 3 de junho de 2024, anunciou que o álbum, intitulado Short n' Sweet, seria lançado em 23 de agosto de 2024 pela Island Records, revelando a capa. A lista de faixas foi divulgada em 9 de julho de 2024. Carpenter escreveu a canção "Juno" com a compositora Amy Allen e seu produtor, John Ryan. A canção esteve disponível para download digital e streaming no álbum, que foi lançado em 23 de agosto de 2024.

## Composição
"Juno" tem duração de 3 minutos e 43 segundos. Foi gravada em Santa Ynez House, no Playpen de Calabasas, Califórnia. Ryan produziu e programou a canção, além de tê-la projetado com Jeff Gunnell. Ryan toca bateria, guitarra, teclados, percussão e baixo. Nathan Dantzler fez a masterização com a ajuda de Harrison Tate, e Manny Marroquin mixou a faixa nos Larrabee Sound Studios, em Los Angeles, com o auxílio de Zach Pereyra, Anthony Vilchis e Trey Station.
Musicalmente, "Juno" foi classificada como uma canção pop pela crítica. Tem influências da música disco dos anos 1980. Jason Lipshutz, da Billboard, descreveu a canção como um "exercício reminiscente dos anos 80", no qual Carpenter emprega duplos sentidos, como rimar high-fived ("bateu palmas") com objectified ("objetificada"), cujo trecho instrumental se constrói até uma única declaração: You make me wanna make you fall in love ("Você me faz querer fazer você se apaixonar"). Jake Viswanath, da Bustle, acredita que a faixa tem "um ritmo pop rock ao estilo de Sheryl Crow, diretamente tirado do início dos anos 2000".
A letra de "Juno" faz referência ao filme de 2007, Juno. Nela, Carpenter sente uma atração tão intensa por um homem que deseja engravidar dele. O filme é mencionado diretamente no refrão da canção, onde Carpenter utiliza a expressão make me Juno para se referir a engravidar: If you love me right, then who knows? / I might let you make me Juno ("Se você me amar do jeito certo, então, quem sabe? / Eu posso deixar você me engravidar"). Ela expressa seu desejo de que ele "a prenda" e faz elogios a si mesma, afirmando que One of me is cute, but two, though? ("Uma de mim é fofa, mas duas?"). Baseando-se em sua atração pelo homem, também elogia a genética que o pai dele lhe deu. Carpenter declara que quer usar algemas rosas em um encontro sexual com o homem. Mais tarde, admite ter mostrado as fotos íntimas dele para as amigas e se desculpa caso ele se sinta objetivado pelo ato. Depois, declara diretamente: I'm so fuckin' horny ("Estou tão excitada").

## Recepção crítica
Em geral, as críticas de "Juno" foram positivas. Quinn Moreland, da Pitchfork, a selecionou como tema de destaque em Short n' Sweet. Lipshutz classificou "Juno" em primeiro lugar entre as doze músicas do álbum; em sua opinião, as letras são memoráveis e parecem feitas sob medida para as tendências do TikTok e as citações das redes sociais, mas é o uso habilidoso de Carpenter dos duplos sentidos que realmente cativa, mostrando sua experiência pop com aparente facilidade. Os autores da Rolling Stone acreditavam que continha "uma encantadora referência à cultura pop para as eras" e mostrou que a composição de Carpenter não deve ser subestimada. Rhian Daly, da NME, achou que Carpenter havia descoberto seu nicho e "acertado em cheio" com a música, que descreveu como um "bop pop efervescente". Da mesma forma, Ims Taylor, da Clash, a classificou como um dos "maiores bops" do álbum, no qual a cantora "mergulhou de cabeça na maturidade", e Grace Robins-Somerville, da Paste, a considerou "a adição mais divertida e descontraída" à música pop recente sobre desejos de gravidez.
Algumas críticas se concentraram na natureza sexual de "Juno". Sam Prance, da Capital, opinou que é "quente e romântica, e soa como um clássico pop em ascensão". Carl Wilson, da Slate, acredita que é a música "mais quente" do álbum. Da mesma forma, Jack Irvin, da People, a classificou como "possivelmente a música mais sensual do álbum". Em American Songwriter, Alex Hopper opinava que "embora tenha muitas músicas com carga sexual, poucas são tão comprometidas como esta" e que era mais direta do que outras em que utiliza insinuações. Em uma crítica negativa, Sowing, do Sputnikmusic, achava que as letras sexuais não pareciam "divertidas nem charmosas, nem engenhosas/irônicas" e eram um exemplo de momentos que faziam de Short n' Sweet "uma audição estranha e desconfortável". Isabel Glasgow, do Exclaim!, achava que era "divertida e exagerada", mas também "um pouco excessiva".

## Recepção comercial
"Juno" estreou na posição 22 da parada americana Billboard Hot 100 publicada em 7 de setembro de 2024. No Canadá, a música entrou na posição 25 da parada Canadian Hot 100 na mesma data. No Reino Unido, estreou na posição 28 da Official Audio Streaming Chart. Na Austrália, entrou na posição 19. A música estreou na posição 19 na Nova Zelândia. Ficou na posição 22 da parada Billboard Global 200. "Juno" também alcançou as posições 14 na Irlanda, 16 em Singapura e 54 em Portugal.

## Apresentações ao vivo
"Juno" faz parte do repertório de músicas da turnê de shows de Carpenter de 2024-2025, Short n' Sweet Tour. Antes de interpretar a música, ela passa um par de algemas rosas para um membro do público, e na tela aparece um alerta de "preso por ser sexy demais". Entre as pessoas escolhidas estão Millie Bobby Brown, Rachel Sennott, Declan McKenna, Marcello Hernandez e Margaret Qualley. Enquanto canta o verso sobre explorar diferentes posições sexuais, have you ever tried this one? ("você já tentou esta?"), Carpenter brinca com novas posições sexuais em cada show. Em uma data da turnê, Carpenter trocou a palavra "baby" por "Barry" em sua letra como uma referência ao então namorado Barry Keoghan: I hear you knocking, Barry, come on up ("Ouço você batendo, Barry, pode subir").

## Equipe
Os créditos são uma adaptação das notas do encarte do álbum Short n' Sweet.
- Sabrina Carpenter – vocais, compositora
- John Ryan – produtor, compositor, bateria, guitarra, teclado, percussão, programação, engenheiro, baixo
- Amy Allen – compositora
- Jeff Gunnell – engenheiro
- Nathan Dantzler – masterização
- Harrison Tate – assistente de masterização
- Manny Marroquin – mistura
- Zach Pereyra – assistente de mixagem
- Anthony Vilchis – assistente de mixagem
- Trey Station – assistente de mixagem

## Posição nas tabelas musicais
| Tabela (2024)                      | Melhor posição |
| ---------------------------------- | -------------- |
| Austrália (ARIA)                   | 19             |
| Mundo (Billboard Global 200)       | 22             |
| Canadá (Canadian Hot 100)          | 25             |
| Estados Unidos (Billboard Hot 100) | 22             |
| Filipinas (Philippines Hot 100)    | 26             |
| Irlanda (IRMA)                     | 14             |
| Lituânia (Airplay) (TopHit)        | 81             |
| Nova Zelândia (Recorded Music NZ)  | 19             |
| Portugal (AFP)                     | 54             |
| Reino Unido (UK Singles Chart)     | 24             |
| Singapura (RIAS)                   | 16             |

## Histórico de lançamento
| Região        | Data                   | Formato(s)    | Gravadora            | Ref.   |
| ------------- | ---------------------- | ------------- | -------------------- | ------ |
| Nova Zelândia | 13 de dezembro de 2024 | Radio airplay | - Island - Universal | [ 51 ] |

## Certificados
| Região                                                           | Certificação  | Vendas     |
| ---------------------------------------------------------------- | ------------- | ---------- |
| Canadá (Music Canada)                                            | Platina       | 80,000‡    |
| Estados Unidos (RIAA)                                            | Platina       | 1,000,000‡ |
| Reino Unido (BPI)                                                | Ouro          | 400,000‡   |
| Brasil (PMB)                                                     | Platina Duplo | 80,000‡    |
| ‡ Números de vendas e streaming baseados apenas em certificação. |               |            |